# メラーカメレオン
メラーカメレオン（学名：Chamaeleo melleri）はカメレオン科ミツヅノカメレオン属に分類されるトカゲ。

## 分布
タンザニア南東部、マラウイ

## 形態
全長約45-55センチメートル、最大全長60センチメートルとアフリカ大陸に分布するカメレオン科の構成種では最大種。全身は不均質な粒状の鱗で覆われる。体色は黄色や褐色、緑色、黒などで、横縞が入る個体が多い。
吻端は突出し、短い角がある個体もいる。後頭部の隆起（冠、カスク）は低いが、後頭部から肩を覆う皮膚膜（後頭葉、ローブ）が非常に発達する。背面の正中線上には、波打った帆のような鱗（背稜）が尾の先端まで並ぶ。喉や腹面に並ぶ鱗（咽喉稜、腹稜）は発達しない。
卵は長径1.8-2.5センチメートル、短径1.3-1.4センチメートル。孵化直後の幼体は全長6-7センチメートル。

## 生態
主に低地のサバンナや乾燥林に生息する。主に地上10メートル以上の樹冠部で生活するが、マラウイでは地表を歩く個体が観察された例もある。
食性は動物食で、昆虫、カメレオンの他種などの爬虫類、小型哺乳類、フィンチなどの小型鳥類を食べる。
興奮すると体色が黒と黄色の帯模様に変化し、身体を小刻みにゆすって威嚇を行う。相手がひるまない場合はかみついたりすることもある。
繁殖形態は卵生。1回に38-91個（平均50個）の卵を産む。卵は23℃の環境下で5か月で孵化する。
カメレオン種の中では長寿な種で、飼育下では12年生きた個体もいる。